# Jurogyivijek
A jurogyivijek az orosz ortodox egyház intézményéről évszázadok során folyamatosan leváló szekta tagjai a 14. századtól. Más terminusokkal „Krisztus bolondjai”, „szent eszelősök”. Az ortodox egyház több mint harmincat nyilvánított közülük szentnek. A jurogyivijek szegény és tökéletlen teremtmények akartak lenni, aki csak csúfolódásra és kegyetlen bánásmódra adnak okot. A Krisztus iránti alázatot a bűnös emberi lény önfeladásáig, önfelszámolásáig vitték, sokan közülük a vallás szerint eleve bűntelen állatok között akartak élni, állatcsoportokba vegyültek, több százan disznóólban laktak. Szent őrületüket sokan tisztelték Oroszországban évszázadokon át.

## Jurogyivijek irodalmi művekben
- Avvakum protopópa önéletírása
- Puskin: Borisz Godunov
- Tolsztoj: Gyermekkor és ifjúság
- Dosztojevszkij: A Karamazov testvérek
- Vjacseszlav Pjecuh: Trilógia
- Jevgenyij Vodolazkin: Laurosz

## Külső hivatkozás
- Jurigyivijek színpadon